# Auslandsvermittlungsstelle
Eine Auslandsvermittlungsstelle (AVSt) ist für die Herstellung von Nachrichtenverbindungen nach und vom Ausland verantwortlich. 
Fernvermittlungsstellen, die Verkehr mit dem Ausland abwickeln, heißen Auslandsvermittlungsstellen, bei grenzüberschreitenden Weitverkehrsleitungen Auslandskopfvermittlungsstellen. Fernvermittlungsstellen mit internationalem Durchgangsverkehr heißen internationale Durchgangsvermittlungsstellen. 

Das nationale Telefonnetz wird über Zubringer- und Abnehmerleitungen an die AVSt angeschlossen und dort mit den internationalen Übertragungsstrecken verbunden. Dabei kann es sich um Leitungen, Funkstrecken oder Satellitenstrecken handeln. Am Übergabepunkt zum ausländischen Netz sind eine Reihe übertragungstechnischer und vermittlungstechnischer Parameter einzuhalten.

## Nationales Netz BRD für die Auslandsanbindung
Technischer Stand der folgenden Beschreibung: elektromechanische Vermittlungstechnik ab dem Fernwahlsystem T 62 (Jahr 1962) bis zur Digitalisierung.

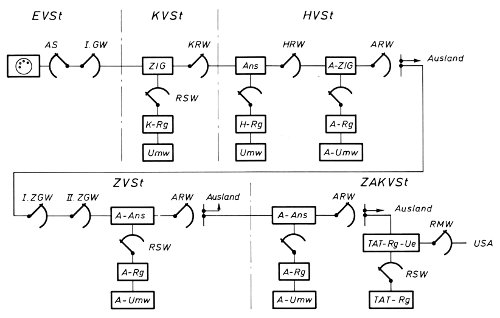
Prinzipschaltbild Auslandsfernwahl BRD ab dem System T 62

Das nationale Fernnetz in der BRD diente zugleich für den abgehenden internationalen Fernsprechverkehr als Zubringernetz für die Auslandsvermittlungsstellen. Für die ankommenden internationalen Verbindungen wurde es als Verteilnetz verwendet. 
Ein abgehende Auslandsverbindung wurde über ZIG in der KVST und den nachfolgenden Querleitungen oder über den Kennzahlweg zur AZVST im Bereich der in der eigenen ZVSt gelenkt. 
In größeren Ortsnetzen die auch am Sitz einer AZVST waren, konnte über die teilweise noch vorhandene Gassentechnik auch direkt der Auslandszählimpulsgeber (AZIG) in der AZVST erreicht werden.
Die AHVST konnte nur dann direkt über einen KRW bzw. KRW und HRW erreicht werden, wenn die Verbindung wegen Tarifgründen direkt zum Nachbarland geschaltet werden mussten.
Für die aus dem Ausland ankommenden Verbindungen stand das gesamte nationale Netz zur Verfügung. 
So wurden über den Auslandsrichtungskoppler (ARKpl) der AZVST entweder über den Kennzahlweg der ZGW oder über Querwege die FGW (Ferngruppenwähler) des eigenen ZVSt Bereiches sowie anderer ZVSt Bereiche angesteuert.